# 빈떤군
빈떤군(베트남어: Quận Bình Tân／郡平新)은 호치민시의 군 중 하나이다. 2019년을 기준으로 빈떤군에는 784,173명의 인구가 있고, 전체 면적은 52 km2이다.

## 지리
빈떤군은 북쪽으로 12군과 혹몬현에 경계를 접하고, 남쪽으로는 8군과 빈타인군과 경계를 접한다. 동쪽으로는 6군, 8군, 떤빈군과 경계를 접하며, 서쪽으로는 빈타인군과 경계를 접한다.

## 행정 구역
빈떤군에는 모두 15개의 프엉(Phường 坊)이 있다.
- 빈흥호아 (Bình Hưng Hòa / 平興和)
- 빈흥호아 A (Bình Hưng Hòa A / 平興和A)
- 빈흥호아 B (Bình Hưng Hòa B / 平興和B)
- 빈찌동 (Bình Trị Đông / 平治東)
- 빈찌동 A (Bình Trị Đông A / 平治東A)
- 빈찌동 B (Bình Trị Đông B / 平治東B)
- 딴따오  (Tân Tạo / 新造)
- 딴따오 A (Tân Tạo A / 新造A)
- 안락 (An Lạc / 安樂)
- 안락 A (An Lạc A / 安樂A)